# Folgosa (Armamar)
Folgosa es una freguesia portuguesa del concelho de Armamar, con 4,77 km² de superficie y 503 habitantes (2001). Su densidad de población es de 105,5 hab/km².